# Halldór Jakobsson
Halldór Jakobsson, född 2 juli 1735, död 9 september 1810, var en isländsk sysselman (sýslumaður), historiker och författare. Han är mest känd som trolig författare till fornaldarsagan Ármanns saga ok Dalmanns, men lika mycket som för sina verk är han – på grund av sin säregna levnad – ihågkommen i folksägner från tiden som sysselman 1757–1788.

## Levnad
Halldór Jakobsson var son till Jakob Eiríksson på Búðir i Staðarsveit och dennes maka Guðrún Jónsdóttir. En yngre bror vid namn Jón Jakobsson, blev senare sysselman på Espihóll och far till den kände historikern Jón Espólín. Familjen var välbärgad och sönerna fick god utbildning. Halldór avlade juristexamen vid Köpenhamns universitet 1756, men blev senare samma år avstängd från vidare utbildning efter att han, i ett bråk mellan danska och isländska studenter, hade sårat en motståndare med värja. Han återvände hem och utnämndes följande år till sysselman i Strandasýsla i Västfjordarna, där han slog sig ner på hövdingagården Fell längst in i Kollafjörður. Halldór gifte sig 1760, men äktenskapet blev stormigt. Hans svaghet för starka drycker, liksom hans upprepade misskötsel av ämbetet, har gått till hävderna. Vid ett tillfälle då han av sam- eller oförstånd låtit den fredlöse Fjalla-Eyvindur (’Berg-Ejvind’) rymma ur finkan på Fell blev han avsatt, men återfick redan året därpå sin post.
Slutpunkt för tiden som sysselman sattes av hur han ledde bärgningen av gods från det strandade skeppet Fortuna vid Engines i Eyvindarfjörður 1787. Lasten innehöll ett större parti brännvin, varför operationen omvandlades till en fest, vari Halldór själv deltog. Skeppskassan, som kanske bärgades, försvann, och sedan det visat sig att Halldór hade gjort sig en hacka på att privat auktionera ut delar av vrakgodset blev han 1788 entledigad för gott.
Det skvallrades om Halldór Jakobsson under hans levnad, och skvallret omvandlades senare till sägner. I dessa är det dock främst hans påstådda samröre med fredlösa, trollkarlar (galdramenn) och gengångare som berörs. Några gånger ska han exempelvis, enligt Jón Árnasons Þjóðsögur (”folksägner”), i maskopi med trollkarlen Jón glói ha manat döda ur jorden på kyrkogården vid Fell.

## Verk
Det troligen mest kända verk som brukar tillskrivas Halldór Jakobsson är den efter äldre rimor författade fornaldarsagan Ármanns saga ok Dalmanns (även kallad Ármanns saga hin yngri), 1782. Författarskapet är dock osäkert och har ofta ifrågasatts.
Halldór Jakobsson gav – ofta på egen bekostnad – ut både egna böcker och tidigare outgivna handskrifter. Bland de senare kan framhållas den första utgåvan av Lopt Guttormsson den rikes versmåttsnyckel Háttalykill Lopts rika Guttormssonar, 1792, samt Góngu-Hrólfs saga, 1804. Han ägnade sig också åt naturvetenskap, i synnerhet vulkanism, och skrev på danska Fuldstændige Efterretninger om de udi Island ildsprudende Bjærge, 1757, en sammanställning av berättelser om isländska vulkanutbrott. På danska  utkom också ett politiskt laddat verk, Ærefrygt, 1792, om hur ättlingarna till Ólafur Stephensen gjorde sig mäktiga  på Island via ämbetstillsättningar.
Skriften Athugavert við útleggingar, 1803, handlar om vådan av att översätta både för fritt och för bokstavligt. Som exempel på det senare nämns den dåtida isländska bibelöversättningen.